# 亚尼夫胡蒂尔
亚尼夫胡蒂尔（羅馬化：Yaniv Khutir），2024年9月前名为五月一日村（Перше Травня），是位於烏克蘭北部蘇梅州紹斯特卡區貝雷扎市鎮的村莊。該村處於亞尼夫卡河畔，距離波皮夫希納1公里，面積5平方公里，海拔高度191米，2001年人口46。
2024年9月19日，乌克兰最高拉达将此村的名字改为亚尼夫胡蒂尔。